# 本宁顿学院
本宁顿学院（英語：Bennington College）是美国佛蒙特州本宁顿的一所私立文理学院。它始建于1932年。

## 學術
学生的教学人员的比例是8:1。 2013年在本宁顿学院申请的63％人接受。 90％的学生获得一定的财政援助。

## 著名校友
- 彼特·丁拉基
- 迈克尔·波伦
- 朱迪斯·巴特勒
- 強納森·列瑟
- 亞倫·阿金
- 安德里亞·德沃金